# E711
E711 eller Europaväg 711 är en europaväg som går mellan Lyon och Grenoble i Frankrike. Längd 110 km.

## Sträckning
Lyon - Bourgoin-Jallieu - Grenoble

## Standard
Vägen är motorväg hela sträckan (A48). 

## Anslutningar till andra europavägar
| - E15 - E70 |  | - E712 - E713 |